# Горішнє Павликене
Горішнє Павлике́не (болг. Горно Павликене) — село в Ловецькій області Болгарії. Входить до складу общини Ловеч.

## Населення
За даними перепису населення 2011 року у селі проживали 237 осіб, усі — болгари.
Розподіл населення за віком у 2011 році:
Динаміка населення: